# Joel Osteen
Joel Scott Hayley Osteen, nazywany Smiling Preacher: „uśmiechnięty kaznodzieja” (ur. 5 marca 1963 w Houston, w Teksasie) – amerykański pisarz chrześcijański, teleewangelista i starszy pastor z Lakewood Church w Houston. Jego telewizyjne kazania docierają do około siedmiu milionów odbiorców tygodniowo w 100 krajach na całym świecie.
Joel Osteen jest synem założyciela Kościoła Lakewood Johna Osteena (1921–1999) i Dolores (Dodie) Pilgrim Osteen (ur. 1933). Kościół ten odziedziczył po ojcu. Wychowywał się ze starszym bratem Paulem oraz trzema siostrami: starszymi - Lisą i Tamarą oraz młodszą April. Przez jeden semestr uczęszczał na Oral Roberts University.
Jest autorem siedmiu książek, które osiągnęły status bestsellerów według czasopisma „New York Times”. Jego pierwsza książka Your Best Life Now wydana w 2004 przez Time Warner zadebiutowała na szczycie listy The New York Times; pozostawała na szczycie najlepiej sprzedawanej pozycji książkowej przez ponad 200 tygodni.
4 kwietnia 1987 poślubił Victorię L. Illoff. Mają dwójkę dzieci: syna Jonathana (ur. 1995) i córkę Alexandrę (ur. 1999).
W sierpniu 2017 w Houston podczas huraganu Harvey Joel Osteen nie zgodził się otworzyć swojego kościoła, w którym znalazłoby schronienie około 15 tys. osób.
Utwór „Joel” na albumie Iconoclast (Part 1: The Final Resistance) (2008) grupy muzycznej Heaven Shall Burn dotyczy Joela Osteena. Treść tekstu utworu opisuje go jako osobę czerpiącą zyski dzięki funduszom od ludzi lokujących w jego naukach swoje pragnienie szczęścia.

## Publikacje
- Joel Osteen: Zacznij lepiej żyć już dziś. 7 sposobów na to, aby móc cieszyć się pełnią życia. FaithWords, 2011. ISBN 978-83-923824-7-8. Brak numerów stron w książce
- Joel Osteen: Become a Better You: 7 Keys to Improving Your Life Every Day. Howard Books, 2007. ISBN 0-7432-9692-3. Brak numerów stron w książce
- Joel Osteen: Your Best Life Begins Each Morning: Devotions to Start Every Day of the Year. FaithWords, 2008. ISBN 0-446-54509-0. Brak numerów stron w książce
- Joel Osteen: Good, Better, Blessed: Living with Purpose, Power and Passion. Simon & Schuster Audio, 2008. ISBN 0-7435-8168-7. Brak numerów stron w książce
- Joel Osteen: Hope for Today Bible. Howard Books, 2009. ISBN 1-4165-9825-1. Brak numerów stron w książce
- Joel Osteen: It's Your Time : Activate Your Faith, Achieve Your Dreams, and Increase in God's Favor. Howard Books, 2009. ISBN 1-4391-0011-X. Brak numerów stron w książce
- Joel Osteen: Living in Favor, Abundance and Joy. Simon & Schuster Audio, 2010. ISBN 1-4423-0506-1. Brak numerów stron w książce
- Joel Osteen: Every Day a Friday: How to Be Happier 7 Days a Week. FaithWords, 2011. ISBN 0-89296-990-3. Brak numerów stron w książce
- Joel Osteen: I Declare: 31 Promises to Speak Over Your Life. FaithWords, 2012. ISBN 1-4555-2932-X. Brak numerów stron w książce
- Joel Osteen: Break Out!: 5 Keys to Go Beyond Your Barriers and Live an Extraordinary Life. FaithWords, 2013. ISBN 1-4555-8196-8. Brak numerów stron w książce
- Joel Osteen: You Can, You Will: 8 Undeniable Qualities of a Winner. FaithWords, 2014. ISBN 1-4555-7572-0. Brak numerów stron w książce
- Joel Osteen: The Power Of I Am: Two Words That Will Change Your Life Today. FaithWords, 2015. ISBN 0-89296-998-9. Brak numerów stron w książce
- Joel Osteen: Think Better, Live Better: A Victorious Life Begins In Your Mind. FaithWords, 2016. ISBN 0-89296-957-1. Brak numerów stron w książce
- Joel Osteen: Fresh Start: The New You Begins Today. FaithWords, 2017. ISBN 1-4555-7040-0. Brak numerów stron w książce